# L'eclisse del Sol Levante
L'eclisse del Sol Levante 1936-1945: dall'invasione della Cina all'atomica su Nagasaki, il declino e la caduta dell'Impero Giapponese (titolo orig. The Rising Sun: The Decline and Fall of the Japanese Empire, 1936–1945) è un libro scritto dallo storico americano John Toland, pubblicato nel 1970 e vincitore del Premio Pulitzer per la saggistica nel 1971.

## Trama
Il libro segue le vicende dell'Impero Giapponese dallo scatenarsi della Seconda guerra sino-giapponese sino all'occupazione militare del Giappone da parte delle truppe statunitensi comandate dal Generale Douglas MacArthur. Nelle parole dell'autore, è "una vera e propria saga di un popolo trascinato nella corrente travolgente della guerra più distruttiva che l'umanità intera abbia combattuto, raccontata così come si svolse: confusa, nobile, disonorevole, deludente, piena di contraddizioni e di paradossi".
Il libro è diviso in 8 parti, più una premessa iniziale e un epilogo finale, nel dettaglio:
- Parte prima (pp 13–134): I prodromi della guerra, che segue l'invasione giapponese della Cina e della Manciuria
- Parte seconda (pp 135–302): Le nubi si addensano, in cui si racconta dei lunghi e complessi contatti diplomatici tra Giappone e Stati Uniti
- Parte terza (pp 303–492): Banzai!, dedicata alla preparazione, l'esecuzione e alle conseguenze dell'attacco a Pearl Harbor, al raid su Tokio, alla conquista delle Filippine e di Singapore e alla battaglia delle Midway
- Parte quarta (pp 493–618): L'isola della morte, cioè Guadalcanal, teatro di una delle più sanguinose battaglie della campagna del Pacifico.
- Parte quinta (pp 619–738): L'unione fa la forza, dove si segue la Battaglia delle Marianne e le prime riconquiste alleate nel Pacifico.
- Parte sesta (pp 739–860): La battaglia decisiva, cioè il tentativo giapponese di ribaltare le sorti della guerra in un unico grande scontro, tentativo fallito a causa della sconfitta nella Battaglia del golfo di Leyte.
- Parte settima (pp 861–1038): Oltre l'amara fine, dedicata all'avanzata americana verso la madrepatria giapponese, alla conquista di Iwo Jima e Okinawa e all'organizzazione dei gruppi Kamikaze.
- Parte ottava (pp 1039–1213) "Cento milioni muoiono insieme", rivolta ai contrasti all'interno del governo nipponico sulla possibilità di accettare la resa, ai tentativi diplomatici in tal senso attraverso la Russia sovietica, ai bombardamenti atomici di Hiroshima e Nagasaki e alla decisione finale dell'Imperatore Hirohito di porre fine alla guerra malgrado le fortissime correnti contrarie sia tra i politici che tra i militari.

Sono presenti nel libro 7 cartine nel testo e 61 illustrazioni fuori testo.

## Edizione italiana
- L'eclisse del Sol Levante 1936-1945: dall'invasione della Cina all'atomica su Nagasaki, il declino e la caduta dell'Impero Giapponese (The Rising Sun: The Decline and Fall of the Japanese Empire, 1936–1945, 1970), traduzione di Attilio Veraldi, Collezione Le Scie, Milano, Arnoldo Mondadori Editore, ottobre 1971,  p. 1222.